# بينو دوناتي
بينو دوناتي (بالإيطالية: Pino Donati)‏ هو ملحن إيطالي، ولد في 9 مايو 1907 في فيرونا في إيطاليا، وتوفي في 24 فبراير 1975 في روما في إيطاليا.